# Concerto pour violon
 (novembre 2010).
Si vous disposez d'ouvrages ou d'articles de référence ou si vous connaissez des sites web de qualité traitant du thème abordé ici, merci de compléter l'article en donnant les références utiles à sa vérifiabilité et en les liant à la section « Notes et références ».

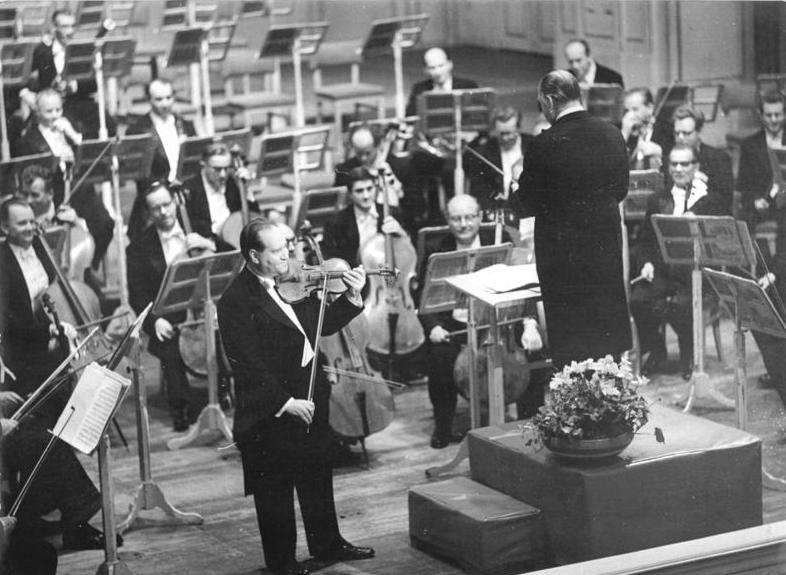
David Oistrakh interprétant un concerto pour violon

Un concerto pour violon est une œuvre pour violon solo et ensemble instrumental, habituellement un orchestre. Depuis la période baroque, de nombreux compositeurs importants ont contribué au répertoire du concerto pour violon.
Les concertos pour violon les plus célèbres sont ceux de Vivaldi, Bach, Haendel, Leclair, Haydn, Mozart, Beethoven, Paganini, Mendelssohn, Schumann, Brahms, Lalo, Saint-Saëns,Tchaikovsky, Sibelius, Bruch, Richard Strauss, Bartók, Prokofiev, Berg, Elgar et Chostakovitch.
Les concertos pour violon sont traditionnellement en trois mouvements. Mais certains compositeurs modernes (Dmitri Shostakovich, Igor Stravinsky) ont également écrit des concertos en quatre mouvements.
Certains concertos pour violon, notamment ceux de la période baroque et de la période moderne, sont accompagnés non pas par un orchestre complet, mais par un ensemble plus petit, comme un orchestre de chambre. Par exemple, les concertos de Vivaldi sont souvent accompagnés par seulement quatre violons, deux altos, un violoncelle et un clavecin. On peut aussi signaler le premier concerto de Allan Pettersson pour violon et quatuor à cordes.
Il existe également des concertos pour deux violons (Bach, Vivaldi, Arnold, Holst, Martinů), voire plus (Vivaldi).

## Histoire

### Période baroque
Les principaux concertos de cette période sont ceux de Jean-Marie Leclair, 12 concertos pour violon et orchestre, opus 7 (1737) et opus 10 (1745), Johann Sebastian Bach (notamment ceux en la mineur et en mi majeur, tous deux composés entre 1717 et 1723) et d'Antonio Vivaldi (dont les célébrissimes Quatre Saisons). Les concertos de cette époque sont tous en trois mouvements. Le violon solo est accompagné par un ensemble contenant une partie de basse continue.

### Période classique
Le concerto est, après la symphonie, le genre le plus important de la période classique. La plupart des compositeurs majeurs ont composé des concertos, mais dans des proportions diverses :
- Wolfgang Amadeus Mozart a composé cinq[2] concertos entre 1773 et 1775.
- Giovanni Battista Viotti, contemporain à la fois de Mozart et de Beethoven, a composé vingt-neuf concertos pour violon (soit deux concertos de plus que Mozart en a écrits pour le piano).
- Joseph Haydn
  - Concerto pour violon no 1 en ut majeur (ca. 1765)
  - Concerto pour violon no 3 en la majeur (ca. 1770)
  - Concerto pour violon no 4 en sol majeur (1769)

Mozart a donc composé vingt-sept concertos pour piano et cinq pour violon, tandis que Viotti en a composé vingt-neuf pour le violon et dix pour le piano. En réalité, les concertos pour piano de Viotti sont des transcriptions de dix des concertos pour violon, contrairement aux cinq concertos pour violon de Mozart, qui sont indépendants de ses concertos pour piano.

### Période romantique
- Ludwig van Beethoven n'a composé qu'un seul concerto pour violon, mais celui-ci est le premier concerto pour violon majeur du répertoire. Le concerto en ré majeur, composé en 1806, a inspiré la plupart des concertos romantiques.
- Franz Schubert n'a pas composé de véritable concerto, mais il nous laisse tout de même trois courtes œuvres pour violon et orchestre, dont le Konzertstück en ré majeur (1816).
- Niccolò Paganini a composé 6 concertos virtuoses (entre 1816 et 1830), préfigurant les techniques employées tout au long du dix-neuvième siècle. De nos jours, les deux premiers sont les plus majoritairement joués.

Le dix-neuvième siècle (ainsi que le tout début du vingtième siècle), représente un certain âge d'or du concerto pour violon. On rencontre de très nombreux concertos (ainsi que des pièces de genre) composés par des virtuoses de l'instrument, comme Pablo de Sarasate (Zigeunerweisen, Fantaisie sur Carmen), Henri Vieuxtemps (7 concertos) et Henryk Wieniawski (2 concertos, Fantaisie brillante sur le Faust de Gounod). Mais c'est surtout l'époque des grands concertos romantiques :
- 1844 : Concerto pour violon en mi mineur, op. 64 de Felix Mendelssohn. Le premier concerto, pour violon et cordes en ré mineur, est une œuvre de jeunesse (1822).
- 1867 : Concerto pour violon no 1 en sol mineur, op. 26 de Max Bruch. Il a composé deux autres concertos, moins joués.
- 1874 : La symphonie espagnole, en ré mineur pour violon et orchestre, op. 21 de Édouard Lalo. Officiellement une symphonie, elle est considérée comme un concerto pour violon.
- 1878 : Concerto pour violon en ré majeur, op. 77 de Brahms
- 1878 : Concerto pour violon en ré majeur, op. 35 de Piotr Ilitch Tchaïkovski
- 1880 : Concerto pour violon en la mineur, op. 53 d'Antonín Dvořák
- 1880 : Concerto pour violon no 3 en si mineur, op. 61 de Camille Saint-Saëns
- 1904 : Concerto pour violon en ré mineur, op. 47 de Jean Sibelius

En dehors de ce petit cercle de concertos entrés au répertoire, il faut également signaler : 
- 1853 : Concerto pour violon, WoO 23 de Robert Schumann. Retrouvé en 1937, il est rarement joué.
- 1858 : Concerto pour violon no 2 en do majeur, op. 58 de Camille Saint-Saëns (publié en 1879)
- 1859 : Concerto pour violon no 1 en la majeur, op. 20 de Camille Saint-Saëns  (créé en 1867)
- 1873 : Concerto pour violon en fa majeur, op. 20 de Édouard Lalo
- 1877 : Concerto pour violon no 1 en la mineur, op. 28 (en) de Karl Goldmark
- 1877 : Concerto russe op. 29 de Édouard Lalo
- 1904 : Concerto pour violon en la mineur, op. 82 d'Alexandre Glazounov
- 1911 : Concerto pour violon, op. 33 de Carl Nielsen

Il y a aussi durant cette période la création d’œuvres n'appartenant pas directement au genre du concerto, notamment le Poème d'Ernest Chausson. Parmi les autres pièces de genre de cette période citons la Romance de Antonín Dvořák, Rêverie et caprice de Hector Berlioz, la  Méditation de Thaïs de Jules Massenet, la Havanaise, l’Introduction et rondo capriccioso, le Caprice andalou, le Morceau de concert, de Camille Saint-Saëns, la Sérénade mélancolique, les Souvenir d'un lieu cher et la Valse-scherzo de Piotr Ilitch Tchaïkovski, Guitare pour violon et orchestre (1877), La fantaisie norvégienne pour violon et orchestre (1878), Romance-sérénade pour violon et orchestre (1879), Introduction et scherzo pour violon et orchestre, Fantaisie-ballet pour violon et orchestre (1885) de Édouard Lalo.

### Période moderne
Au début du vingtième siècle, le genre du concerto est toujours à la mode, mais il va évoluer pour devenir plus complexe, moins structuré sur le plan tonal, avec une virtuosité moins destinée à mettre en valeur le soliste. Les concertos incontournables de cette période qui va environ de la première guerre mondiale aux alentours des années 1960 sont :
- Alban Berg : Concerto à la mémoire d'un ange (1935)
- Béla Bartók[3] : Concerto pour violon no 2 (1938)
- Sergei Prokofiev : Concerto pour violon no 1 en ré majeur, op. 19 (1917) et Concerto pour violon no 2 en sol mineur, op. 63 (1935)
- Arnold Schoenberg : Concerto pour violon (1936)
- Dmitri Chostakovitch : Concerto pour violon no 1 en la mineur, op. 77 (1948, révisé en 1955 en tant qu'opus 99) et Concerto pour violon no 2 en do dièse mineur, op. 129 (1967)

Parmi les autres concertos majeurs il y a :
- Max Reger : Concerto pour violon en la majeur op. 101 (1907–1908)
- Edward Elgar : Concerto pour violon en si mineur, op. 61 (1910)
- Carl Nielsen : Concerto pour violon, op. 33 (1911)
- Othmar Schoeck : Concerto pour violon et orchestre (quasi una fantasia), op. 21 (1911/12)
- Igor Stravinsky : Concerto pour violon (1931)
- Karol Szymanowski : Concerto pour violon no 1, op. 35 (1916) et Concerto pour violon no 2, op. 61 (1932-1933)
- Ernest Bloch : Concerto pour violon (1936-1938)
- Samuel Barber : Concerto pour violon, op. 14 (1939)
- Benjamin Britten : Concerto pour violon, op. 15 (1939)
- William Walton : Concerto pour violon (1939)
- Aram Khatchatourian : Concerto pour violon en ré mineur, op. 46 (1940)
- Bohuslav Martinů : Concerto pour violon et orchestre no 1 (1932/33) et Concerto pour violon et orchestre no 2 (1943)
- Erich Wolfgang Korngold : Concerto pour violon en ré majeur, op. 35 (1945)
- Frank Martin : Concerto pour violon et orchestre (1950-51)

Hors du genre du concerto, certaines œuvres sont devenues des classiques, jouées régulièrement par les grands interprètes. On peut notamment retenir Tzigane (1924) de Maurice Ravel et Baal Shem de Ernest Bloch.

### Période contemporaine
Bien que la production reste très importante, le genre et/ou le nom de concerto n'est plus utilisé en priorité dans le travail sur les rapports entre un soliste et un orchestre (même si des compositeurs majeurs comme John Adams (Concerto pour violon, 1993), Harrison Birtwistle (Concerto pour violon, 2009-10) ou Thierry Escaich (Concerto pour violon, 2009) utilisent encore ce vocable). On peut par exemple mettre en avant les travaux de Luciano Berio (Corale, 1981), Arvo Pärt (Fratres pour violon, orchestre à cordes et percussions (1992) et Darf ich... pour violon, cloches et orchestre à cordes (1995/1999)) et Henri Dutilleux (L'Arbre des Songes, 1985). Le lien entre les interprètes et les compositeurs est souvent au centre de la création des œuvres nouvelles (voire par exemple le concerto Anne-Sophie d'André Previn dédié à Anne-Sophie Mutter).
Parmi les autres concertos majeurs il y a :
- Malcolm Williamson : Concerto pour violon (1963–1964) ;
- Max Méreaux : Concerto pour violon et douze instruments à cordes (1981) ;
- Philippe Hersant : Concerto pour violon (2003).